# Rugby Europe U18 Championship 2008
El Rugby Europe U18 Championship del 2008 se disputó en Italia y fue la quinta edición del torneo en categoría M18.

## Equipos participantes
- Selección juvenil de rugby de España
- Selección juvenil de rugby de Francia
- Selección juvenil de rugby de Georgia
- Selección juvenil de rugby de Inglaterra
- Selección juvenil de rugby de Irlanda
- Selección juvenil de rugby de Italia
- Selección juvenil de rugby de Rumania
- Selección juvenil de rugby de Rusia

## Resultados

### Cuartos de final
- Los perdedores avanzan a la copa de plata

| 16 de marzo | Rusia | 0 - 53 | Irlanda |  |  |

| 16 de marzo | Italia | 25 - 0 | Rumania |  |  |

| 16 de marzo | Francia | 52 - 6 | España |  |  |

| 16 de marzo | Inglaterra | 53 - 3 | Georgia |  |  |

### Semifinal de Plata
| 19 de marzo | Rumania | 24 - 12 | España |  |  |

| 19 de marzo | Georgia | 25 - 6 | Rusia |  |  |

### Semifinales Campeonato
| 19 de marzo | Italia | 15 - 22 | Francia |  |  |

| 19 de marzo | Inglaterra | 3 - 8 | Irlanda |  |  |

### Séptimo puesto
| 22 de marzo | Rusia | 12 - 7 | España |  |  |

### Quinto puesto
| 22 de marzo | Rumania | 6 - 5 | Georgia |  |  |

### Tercer puesto
| 22 de marzo | Italia | 5 - 21 | Inglaterra |  |  |

### Final
| 22 de marzo | Francia | 12 - 5 | Irlanda |  |  |

| Bandera de Francia |
| Campeón Francia    |
| Tercer título      |